# Lekkoatletyka na Letnich Igrzyskach Olimpijskich 2016 – skok o tyczce kobiet
Skok o tyczce kobiet – jedna z konkurencji lekkoatletycznych rozgrywanych podczas igrzysk olimpijskich w Rio de Janeiro.
Tytułu mistrzowskiego z poprzedniej edycji nie obroniła Amerykanka Jennifer Suhr.
W eliminacjach wystartowało 38 zawodniczek. Do finału zakwalifikowało się 12 z nich. Aby bezpośrednio z eliminacji wejść do finału, trzeba było zaliczyć wysokość 4,60 m, udało się to zaledwie 7 zawodniczkom. W konkursie nie wystąpiła żadna Polka.

## Terminarz
Wszystkie godziny podane są w czasie brazylijskim (UTC-03:00) oraz polskim (CEST).
| Data             | Godzina rozpoczęcia | Godzina rozpoczęcia |            |
| Data             | UTC-03:00           | CEST                |            |
| ---------------- | ------------------- | ------------------- | ---------- |
| 16 sierpnia 2016 | 09:45               | 14:45               | Eliminacje |
| 20 sierpnia 2016 | 20:30               | 01:30               | Finał      |

## Rekordy
Tabela uwzględnia rekordy uzyskane przed rozpoczęciem zawodów.
|                   | Zawodniczka       | Wynik  | Miejsce | Data             |
| ----------------- | ----------------- | ------ | ------- | ---------------- |
| Rekord świata     | Jelena Isinbajewa | 5,06 m | Zurych  | 28 sierpnia 2009 |
| Rekord olimpijski | Jelena Isinbajewa | 5,05 m | Pekin   | 18 sierpnia 2008 |

## Wyniki
Zawodniczki rywalizowały w dwóch grupach: A i B. Bezpośredni awans do finału dawał wynik 4,60 m.

### Kwalifikacje – grupa A
| Poz. | Grupa | Zawodniczka          | Reprezentacja     | 4,15 | 4,30 | 4,45 | 4,55 | 4,60 | Rezultat | Kwalifikacja | Uwagi            |
| ---- | ----- | -------------------- | ----------------- | ---- | ---- | ---- | ---- | ---- | -------- | ------------ | ---------------- |
| 1    | A     | Ekaterini Stefanidi  | Grecja            | -    | -    | -    | -    | o    | 4,60     | Kwalifikacja |                  |
| 2    | A     | Holly Bleasdale      | Wielka Brytania   | -    | -    | o    | xo   | o    | 4,60     | Kwalifikacja |                  |
| 2    | A     | Lisa Ryzih           | Niemcy            | -    | -    | -    | xo   | o    | 4,60     | Kwalifikacja |                  |
| 4    | A     | Eliza McCartney      | Nowa Zelandia     | -    | -    | xxo  | xo   | o    | 4,60     | Kwalifikacja |                  |
| 5    | A     | Kelsie Ahbe          | Kanada            | -    | o    | o    | o    | –    | 4,55     | Kwalifikacja | SB               |
| 5    | A     | Alana Boyd           | Australia         | -    | -    | o    | o    | –    | 4,55     | Kwalifikacja |                  |
| 5    | A     | Sandi Morris         | Stany Zjednoczone | -    | -    | o    | o    | –    | 4,55     | Kwalifikacja |                  |
| 8    | A     | Maryna Kilipko       | Ukraina           | o    | o    | o    | xo   | xxx  | 4,55     |              |                  |
| 9    | A     | Michaela Meijer      | Szwecja           | -    | o    | o    | xxx  |      | 4,45     |              |                  |
| 10   | A     | Jiřina Ptáčníková    | Czechy            | -    | o    | xo   | xxx  |      | 4,45     |              |                  |
| 10   | A     | Lexi Weeks           | Stany Zjednoczone | -    | o    | xo   | xxx  |      | 4,45     |              |                  |
| 12   | A     | Angelica Moser       | Szwajcaria        | xo   | xxo  | xxo  | xxx  |      | 4,45     |              |                  |
| 13   | A     | Wilma Murto          | Finlandia         | -    | o    | xxx  |      |      | 4,30     |              |                  |
| 14   | A     | Vanessa Boslak       | Francja           | o    | xxo  | xxx  |      |      | 4,30     |              |                  |
| 15   | A     | Joana Costa          | Brazylia          | o    | xxx  |      |      |      | 4,15     |              |                  |
| 15   | A     | Femke Pluim          | Holandia          | o    | xxx  |      |      |      | 4,15     |              |                  |
| 15   | A     | Maria Leonor Tavares | Portugalia        | o    | xxx  |      |      |      | 4,15     |              |                  |
| –    | A     | Ren Menqqian         | Chiny             | xxx  |      |      |      |      |          |              | Bez zaliczenia   |
| –    | A     | Robeilys Peinado     | Wenezuela         |      |      |      |      |      |          |              | Nie wystartowała |

### Kwalifikacje – grupa B
| Poz. | Grupa | Zawodniczka          | Reprezentacja     | 4,15 | 4,30 | 4,45 | 4,55 | 4,60 | Rezultat | Kwalifikacja | Uwagi            |
| ---- | ----- | -------------------- | ----------------- | ---- | ---- | ---- | ---- | ---- | -------- | ------------ | ---------------- |
| 1.   | B     | Jennifer Suhr        | Stany Zjednoczone | –    | –    | –    | xo   | o    | 4,60     | Kwalifikacja |                  |
| 2    | B     | Yarisley Silva       | Kuba              | –    | –    | xo   | xxo  | o    | 4,60     | Kwalifikacja |                  |
| 3    | B     | Martina Strutz       | Niemcy            | –    | o    | xo   | o    | xo   | 4,60     | Kwalifikacja |                  |
| 4    | B     | Nicole Büchler       | Szwajcaria        | –    | –    | o    | o    | –    | 4,55     | Kwalifikacja |                  |
| 4    | B     | Tina Šutej           | Słowenia          | o    | o    | o    | o    | –    | 4,55     | Kwalifikacja |                  |
| 6    | B     | Minna Nikkanen       | Finlandia         | –    | o    | xo   | o    | xxx  | 4,55     |              |                  |
| 7    | B     | Angelica Bengtsson   | Szwecja           | o    | o    | o    | xo   | xxx  | 4,55     |              |                  |
| 8    | B     | Li Ling              | Chiny             | –    | o    | x    | xo   | xxx  | 4,55     |              |                  |
| 9    | B     | Alysha Newman        | Kanada            | –    | o    | o    | xxx  |      | 4,45     |              |                  |
| 10   | B     | Sonia Malavisi       | Włochy            | o    | o    | xxo  | xxx  |      | 4,45     |              |                  |
| 10   | B     | Annika Roloff        | Niemcy            | –    | o    | xxo  | xxx  |      | 4,45     |              |                  |
| 12   | B     | Romana Maláčová      | Czechy            | o    | o    | xxx  |      |      | 4,30     |              |                  |
| 12   | B     | Marta Onofre         | Portugalia        | o    | o    | xxx  |      |      | 4,30     |              |                  |
| 14   | B     | Victoria Pena        | Irlandia          | o    | xo   | xxx  |      |      | 4,30     |              |                  |
| 15   | B     | Anicka Newell        | Kanada            | o    | xxx  |      |      |      | 4,15     |              |                  |
| 15   | B     | Diamara Planell      | Portoryko         | o    | xxx  |      |      |      | 4,15     |              |                  |
| 17   | B     | Iryna Jakałcewicz    | Białoruś          | xxo  | xxx  |      |      |      | 4,15     |              |                  |
| –    | B     | Fabiana Murer        | Brazylia          | –    | –    | –    | xxx  |      |          |              | Bez zaliczenia   |
| –    | B     | Nikoleta Kiriakopulu | Grecja            |      |      |      |      |      |          |              | Nie wystartowała |

### Finał
| Miejsce | Zawodniczka         | Reprezentacja     | 4,35 | 4,50 | 4,60 | 4,70 | 4,80 | 4,85 | 4,90 | Rezultat | Uwagi |
| ------- | ------------------- | ----------------- | ---- | ---- | ---- | ---- | ---- | ---- | ---- | -------- | ----- |
| 1.      | Ekaterini Stefanidi | Grecja            | –    | –    | o    | o    | xo   | xo   | xxx  | 4,85     |       |
| 2.      | Sandi Morris        | Stany Zjednoczone | –    | o    | o    | xo   | xo   | xo   | xxx  | 4,85     |       |
| 3.      | Eliza McCartney     | Nowa Zelandia     | –    | o    | o    | o    | o    | xxx  |      | 4,80     | =     |
| 4.      | Alana Boyd          | Australia         | –    | o    | o    | o    | xo   | xxx  |      | 4,80     |       |
| 5.      | Holly Bleasdale     | Wielka Brytania   | –    | o    | xo   | o    | xxx  |      |      | 4,70     | SB    |
| 6.      | Nicole Büchler      | Szwajcaria        | –    | o    | xxo  | o    | x-   | xx   |      | 4,70     |       |
| 7.      | Jennifer Suhr       | Stany Zjednoczone | –    | –    | xo   | xxx  |      |      |      | 4,60     |       |
| 7.      | Yarisley Silva      | Kuba              | –    | o    | xo   | xxx  |      |      |      | 4,60     |       |
| 9.      | Martina Strutz      | Niemcy            | o    | o    | xxo  | xxx  |      |      |      | 4,60     |       |
| 10.     | Lisa Ryzih          | Niemcy            | –    | o    | –    | xxx  |      |      |      | 4,50     |       |
| 11.     | Tina Šutej          | Słowenia          | o    | xo   | xxx  |      |      |      |      | 4,50     |       |
| 12.     | Kelsie Ahbe         | Kanada            | xxo  | xxo  | xxx  |      |      |      |      | 4,50     |       |